# Плуэскат
Плуэскат (фр. Plouescat) — коммуна на северо-западе Франции, находится в регионе Бретань, департамент Финистер, округ Морле, кантон Сен-Поль-де-Леон. Расположена на побережье Ла-Манша, в 43 км к северо-востоку от Бреста и в 34 км к западу от Морле, в 19 км от национальной автомагистрали N12. Морской курорт.
Население (2019) — 3 497 человек.

## Достопримечательности
- Галлы XVI века
- Церковь Святого Петра XVIII-XIX веков в стиле неоготика
- Менгиры и дольмены на территории коммуны

## Экономика
Структура занятости населения:
- сельское хозяйство — 5,1 %
- промышленность — 6,5 %
- строительство — 8,6 %
- торговля, транспорт и сфера услуг — 39,9 %
- государственные и муниципальные службы — 39,9 %

Уровень безработицы (2018) — 12,2 % (Франция в целом —  13,4 %, департамент Финистер — 12,1 %). 

Среднегодовой доход на 1 человека, евро (2018) — 20 550 (Франция в целом — 21 730, департамент Финистер — 21 970).

## Демография
Динамика численности населения, чел.

## Администрация
Пост мэра Плуэската с 2018 года занимает член партии Демократическое движение Эрик Ле Бур (Éric Le Bour). На муниципальных выборах 2020 года возглавляемый им список победил в 1-м туре, получив 63,09 % голосов.
| Период | Период | Фамилия         | Партия                   | Примечания                       |
| ------ | ------ | --------------- | ------------------------ | -------------------------------- |
| 1966   | 1971   | Франсуа Руксель | Разные правые            | владелец автомастерской          |
| 1971   | 1976   | Ив Мишель       | Разные правые            | военный пенсионер                |
| 1976   | 1989   | Рене Денкюф     | Разные правые            | предприниматель                  |
| 1989   | 2001   | Даниэль Жак     | Разные правые            | работник социального обеспечения |
| 2001   | 2008   | Жером Блонс     | Разные правые            | учитель                          |
| 2008   | 2014   | Жан Ле Дюф      | Разные правые            | банковский служащий              |
| 2014   | 2018   | Даниэль Жак     | Демократическое движение | государственный служащий         |
| 2018   |        | Эрик Ле Бур     | Демократическое движение | юрист                            |

## Города-побратимы
- Браунтон, Великобритания

## Галерея

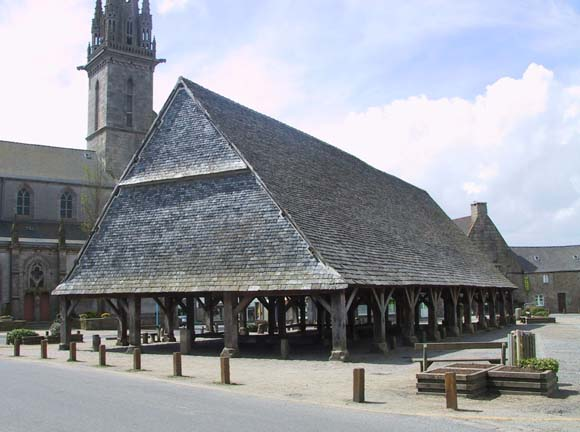
Галлы
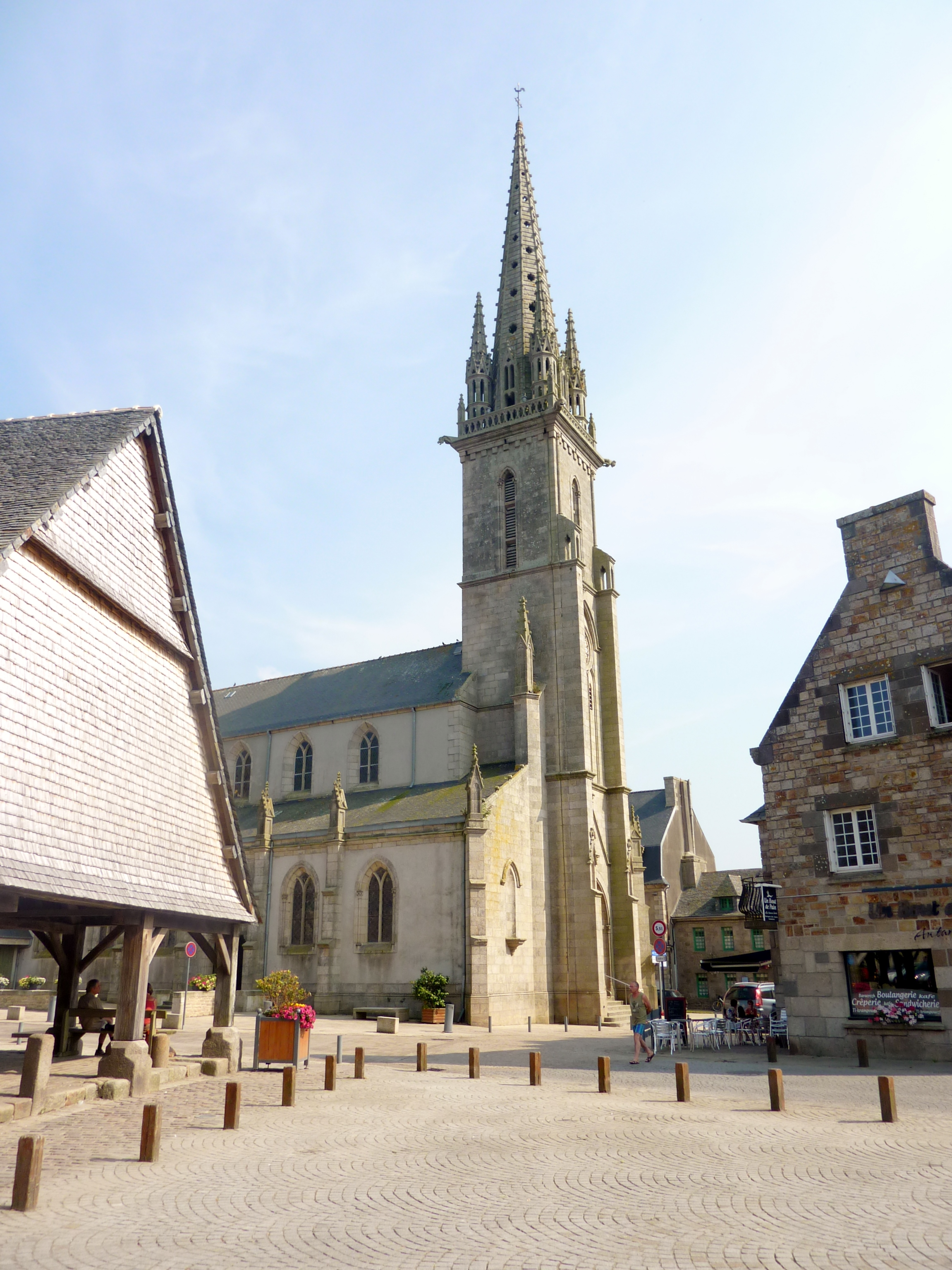
Церковь Святого Петра
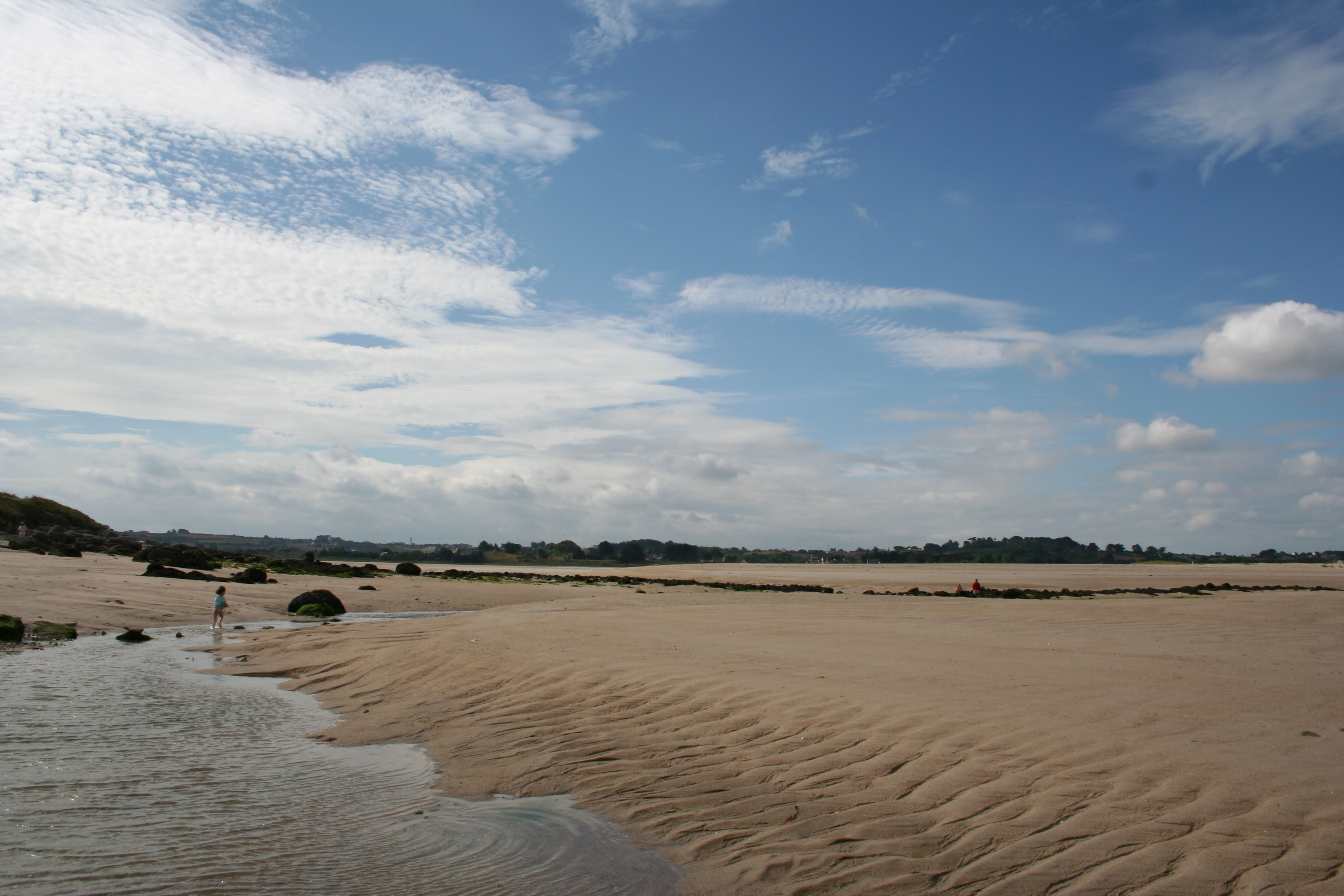
Песчаные дюны в бухте Кернак
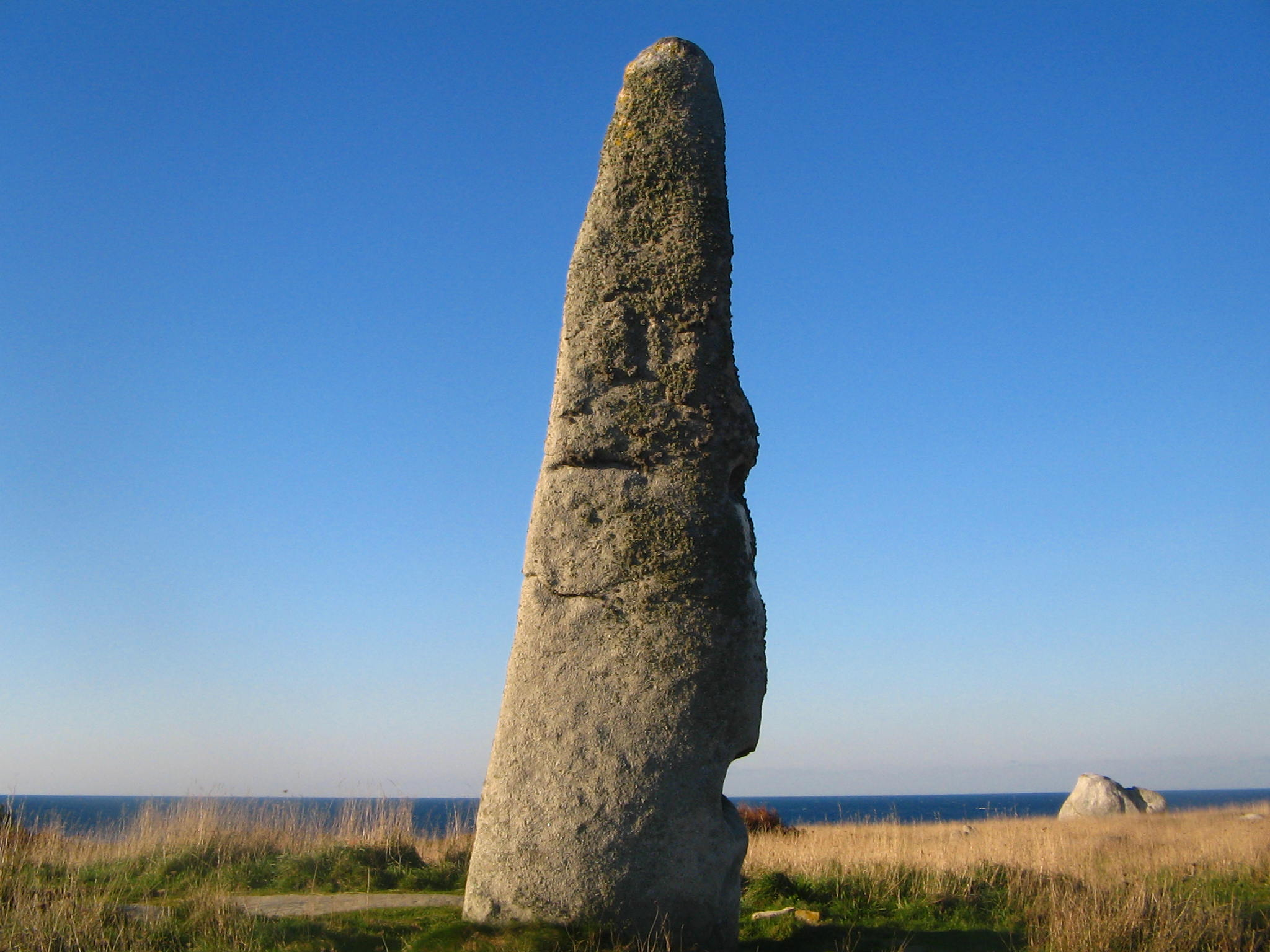
Менгир Кан Луи
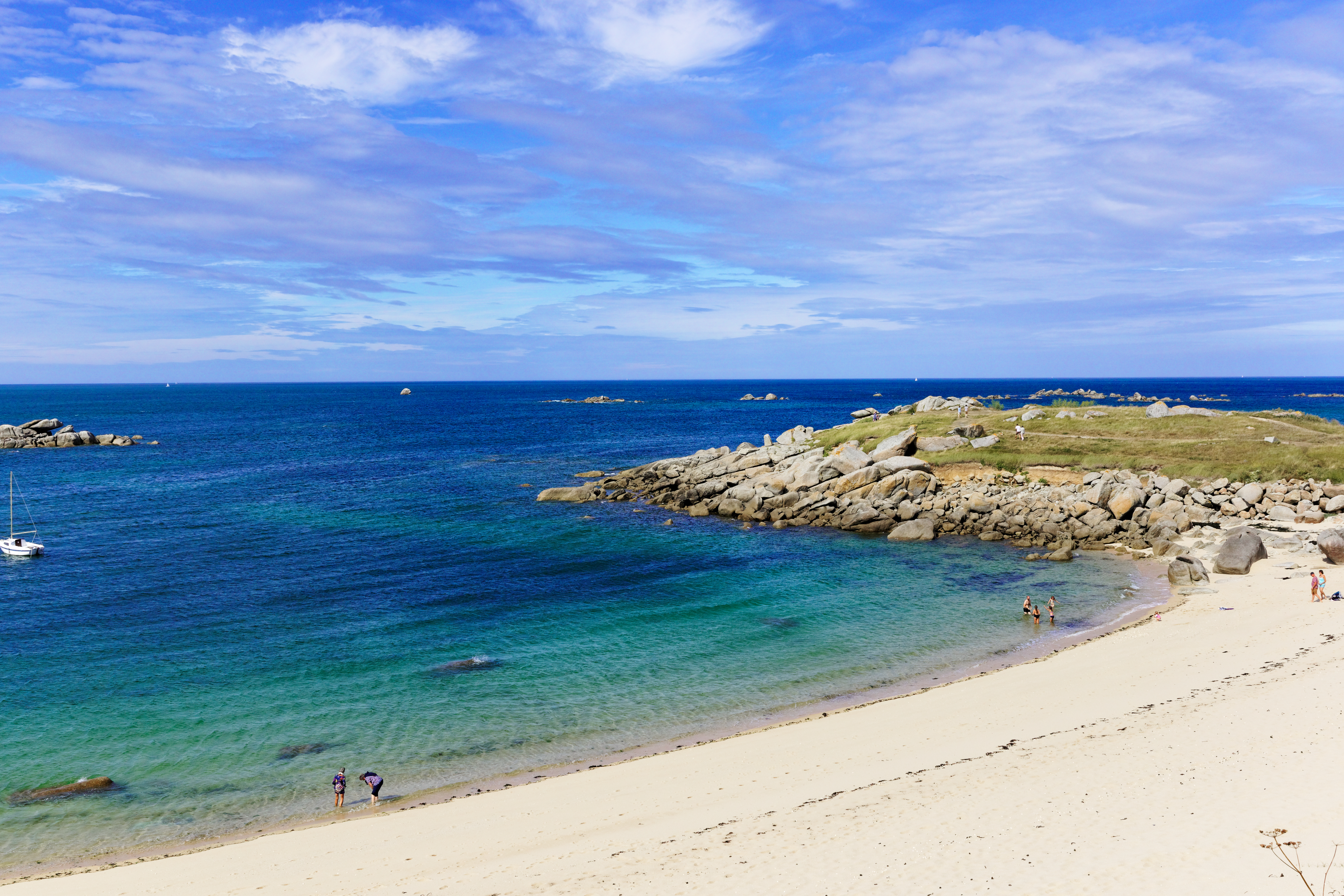
Пляж Плуэската